# Dansk Socialistisk Parti
Dansk Socialistisk Parti (DSP) var et dansk politisk parti, der blev stiftet i 1932 under navnet National Socialistisk Parti. Lederen af partiet var den tidligere leder af DNSAPs afdeling i København, Wilfred Petersen.
Partiet gennemførte i sin levetid en lang række politiske provokationer og voldelige angreb på modstandere, hvilket i nogle tilfælde førte til fængselsdomme over partiets medlemmer. Partiet stod bl.a. bag et bombeattentat den 20. maj 1937 mod den socialdemokratiske forsvarsminister Alsing Andersens villa på Grøndalsvænge Allé i Vanløse. Partiet samarbejdede med besættelsesmagten under den tyske besættelse af Danmark fra 1940 og leverede blandt andet efterretninger til tyskerne om DNSAP.
Wilfred Petersen tog i 1941 initiativ til etableringen af Dansk Folkeparti, der blev stiftet ved en sammenslutning af en række mindre partier og grupperinger og DSP ophørte herefter. 